# Bis(trimethylsilyl)acetylen
Bis(trimethylsilyl)acetylen (BTMSA) ist eine siliciumorganische Verbindung mit einer C-C-Dreifachbindung, die bei Raumtemperatur als farblose Flüssigkeit vorliegt und sich in allen handelsüblichen organischen Lösungsmitteln lösen lässt. Sie findet unter anderem Verwendung als Nucleophil in Acylierungen und Alkylierungen, als Reagenz in Cycloadditionsreaktionen und als Ligand in der metallorganischen Chemie.

## Herstellung
Die Synthese von Bis(trimethylsilyl)acetylen erfolgt durch die Umsetzung einer Acetylen-Grignard-Verbindung mit Chlortrimethylsilan mit 48 % Ausbeute. Reaktion mit Li2C2 (BuLi + Acetylen) statt Acetylen-Grignard liefert BTMSA in 85 % Ausbeute. BTMSA lässt sich in einer Lithiumchlorid-Kaliumchlorid-Schmelze bei 400 °C aus technischem Calciumcarbid und Chlortrimethylsilan ohne Lösungsmittel mit 77 % Ausbeute darstellen.
Mit einer Ausbeute von 77 % bezüglich des umgesetzten Chlortrimethylsilans wird BTMSA erhalten, das sich leicht und in reiner Form von dem Nebenprodukt Hexamethyldisiloxan und restlichem nicht umgesetzten Chlortrimethylsilan abtrennen lässt. Diese Vorgehensweise ermöglicht somit eine lösungsmittelfreie Darstellung mit besserer Ausbeute und leichter zugänglichen Ausgangsstoffen als die Synthese ausgehend von der Acetylen-Grignard-Verbindung.

## Anwendungen
Bis(trimethylsilyl)acetylen wird als Nucleophil in Friedel-Crafts-Acylierungen und -Alkylierungen und als Vorprodukt von Lithium(trimethylsilyl)acetyliden verwendet. Außerdem wird es als Startreagenz in der Synthese von funktionalisierten 1,2-Bis(trimethylsilyl)benzolen benutzt, welche wiederum als Startmaterial für die Synthese von Lewissäure-Katalysatoren sowie bestimmten Leuchtmitteln dienen. Bei cobaltkatalysierten Reaktionen kommt BTMSA zum Einsatz, um eine Chemoselektivität und Funktionalität (in Form der Trimethylsilylgruppe) zu bewirken, was die Darstellung komplexer Moleküle ermöglicht.
Eine wichtige Anwendung ist zudem die Nutzung im Rosenthal-Reagenz zur Stabilisierung von Titanocen- und Zirconocenfragmenten. Die Verwendung von BTMSA als Ligand von ansonsten instabilen Metallocenverbindungen erlaubt die Synthese anspruchsvoller organischer Strukturen, z. B. Makrocyclen und Heterometallacyclen, selektiv und mit hohen Ausbeuten.